# Praxibulus laticrista
Praxibulus laticrista är en insektsart som beskrevs av Kenneth Hedley Lewis Key 1989. Praxibulus laticrista ingår i släktet Praxibulus och familjen gräshoppor. Inga underarter finns listade i Catalogue of Life.